# Jiří Malec
Jiří Malec   (Vlastiboř i Jablonec nad Nisou, 24 de novembre de 1962) és un saltador txec, ja retirat, que va competir sota bandera txecoslovaca durant la dècada de 1980.
El 1988 va prendre part en els Jocs Olímpics d'Hivern de Calgary, on va disputar tres proves del programa de salt amb esquís. En la prova del salt curt individual guanyà la medalla de bronze, rere Matti Nykänen i Pavel Ploc, en la del salt llarg per equips fou quart i en el salt llarg individual vint-i-quatrè.
Va ser un dels primers saltadors en emprar l'estil de salt en V, cosa que va fer que no fos seleccionat abans per participar en grans torneigs internacionals perquè els jutges el consideraven un estil de salt no adequat i puntuaven molt malament l'estil. La medalla aconseguida als Jocs fou la primera aconseguida per un saltador que emprava aquest estil de salt. En el seu palmarès també destaquen dues medalles d'or i una de plata a les Universíades de 1987.